# Таджикистан на летних Паралимпийских играх 2012
Таджикистан на летних Паралимпийских играх 2012 был представлен одним спортсменом, соревновавшимся в пауэрлифтинге. По итогам Игр таджикский спортсмен не смог завоевать медали.

## Пауэрлифтинг
В весовой категории до 75 кг участвовал Парвиз Одинаев, из-за трёх неудачных попыток он оказался на последнем тринадцатом месте.
| Спортсмен      | Дисциплина        | Результат, кг | Место |
| -------------- | ----------------- | ------------- | ----- |
| Парвиз Одинаев | Мужчины, до 75 кг | -             | 13    |